# 自由影展
自由影展（Freedom Film Festival，简称FFF，也译作自由电影节），是由马来西亚人权组织社会传播中心（Pusat Komuniti Masyarakat ，简称KOMAS）主办的影展，鼓励马来西亚民众通过拍摄以及观看纪录片的方式，推动和平与民主。这个影展每年举办一次，在全马各大城市巡回放映参展作品，其中有国人拍摄的纪录片，也有国外人士的作品。
除了举办巡回放映会以外，自由影展主办单位也设立剧本创作比赛，鼓励有意拍摄纪录片的民众撰写他们的拍摄计划，然后申请纪录片拍摄基金。从2007年开始，每年有三位申请者可得到社会传播中心提供的资金和技术资源。

## 历届得奖影片
| 年份 | 编导                                 | 纪录片题目                                                                                               |
| 2005 | Ong Ju Lin                           | 爱丽丝住在这里 （页面存档备份，存于）（Alice Lives Here）                                                |
| 2005 | Danny Lim                            | 涂鸦“18？” （页面存档备份，存于）（18？）                                                                |
| 2005 | Yee Yuen Lai & Teresa Wong           | 苏莉（Suri）                                                                                             |
| 2006 | Hariati Azizan                       | 失学孩童 （页面存档备份，存于）（The Invisible Children）                                                |
| 2006 | Andrew Sia                           | 咖啡钱多一点 （页面存档备份，存于）（Kopi O Khau Sikit Kurang Manis）                                    |
| 2006 | Rajan Paramesran                     | 雨天 （页面存档备份，存于）（Rainy Days）                                                                |
| 2006 | Loh San Yin & Claudia Theophilus     | 12月11日 （页面存档备份，存于）（Twelve 11）                                                             |
| 2007 | 法米·惹札（Fahmi Reza）              | 独立前十年 （页面存档备份，存于）（10 Tahun Sebelum Merdeka）                                            |
| 2007 | 黄文强                               | 无人知 （页面存档备份，存于）（Forgotten）                                                               |
| 2007 | Indrani Kopal （页面存档备份，存于） | 她是我的儿子 （页面存档备份，存于）（She’s My Son）                                                      |
| 2008 | Abror Rivai                          | 第12届全国大选：假民主真夺权 （页面存档备份，存于）（Pilihanraya ke-12: Demokerasi atau Rebutan Kerusi） |
| 2008 | Justin Johari                        | 谁替我发言？ （页面存档备份，存于）（Who Speaks For Me?）                                                |
| 2008 | Teng Poh Si （页面存档备份，存于）   | 穿洞 （页面存档备份，存于）（Pecah Lobang）                                                              |
| 2009 | 苏淑桦                               | 踩脚蹬 （页面存档备份，存于）（Kayuh）                                                                   |
| 2009 | Rahmat Haron （页面存档备份，存于）  | 重访默玛里 （页面存档备份，存于）（Al-Fatehah Memali）                                                   |
| 2009 | The S-ploited                        | 霹雳危机：没有柳暗花明 （页面存档备份，存于）（No Silver Lining: The Perak Crisis）                      |
| 2010 | Sheridan Mahavera & Siti Nurbaiyah   | 火柴头和燃油的故事（Kisah Tauke Mancis dan Minyak Tumpah）                                               |
| 2010 | Loo Que Lin                          | 校园选举（Pilih）                                                                                        |
| 2010 | Abri Yuk Chopil & Shafie Bin Dris    | 被剥夺的权利（Hak Dinafikan）                                                                            |
| 2011 | Afiq Deen                            | 头文字J（Huruf J）                                                                                       |
| 2011 | 廖珮雯                               | 大海，我的家（Lot, Umah Am）                                                                             |

## 外部衔接
- Freedom Film Festival
- 社会传播中心 Pusat Komas